# سارنيا (أونتاريو)
سارنيا، أونتاريو (بالإنجليزية: Sarnia)‏ هي مدينة كندية تقع في مقاطعة أونتاريو. تبلغ مساحة هذه المدينة 164.6275 (كم²)، ويبلغ عدد سكانها 71419 نسمة حسب إحصاء سنة 2006 م، بينما كان يسكنها 70876 نسمة في سنة 2001 م. تحتل هذه المدينة المرتبة رقم 71 بين مدن كندا حسب عدد السكان والمرتبة رقم 34 في المقاطعة. نما عدد السكان في هذه المدينة بنسبة (0.8) بين العامين المذكورين.

## أعلام
- ديريك دروين
- ساني ليون
- ماري دان
- هاري ستيل
- أورموند بيتش
- بيرت ليندسي
- لانس ستورم
- سيد ماير
- كين جيمس

## وصلات خارجية
- إحصاءات كندا مع ساعة تعداد السكان